# F.Chan TV
『FChan TV』（エフチャン ティービー）は、2016年4月20日からフットボールチャンネルで配信されているウェブ番組。AKB48の小嶋真子がMCを務める。

## 概要
小嶋真子がMCを務め、ゲストと共にサッカートークを繰り広げる。番組内では、Jリーグを始め世界のサッカー情報を扱う。番組前半では、小嶋真子がゲスト共にJ1の結果・順位を振り返り、フットボールチャンネル編集部が選んだベストイレブンの中から視聴者投票によって選出されたMVPを発表する。番組後半では、世界の様々なサッカーニュースを伝える。そのテーマは、欧州サッカーからユース世代まで多岐にわたる。

## 配信内容
| 回  | MC                | ゲスト                                                                                        |
| --- | ----------------- | --------------------------------------------------------------------------------------------- |
| #1  | 小嶋真子          | JOY                                                                                           |
| #2  | 小嶋真子          | 山本奈衣瑠                                                                                    |
| #3  | 小嶋真子          | 上妻未来                                                                                      |
| #4  | 小嶋真子          | 山本奈衣瑠                                                                                    |
| #5  | 小嶋菜月（AKB48） | フローラン・ダバディ                                                                          |
| #6  | 小嶋真子          | JOY                                                                                           |
| #7  | 小嶋真子          | 石山大輔（バンビーノ）                                                                        |
| #8  | 小嶋真子          | じゅんいちダビッドソン                                                                        |
| #9  | 小嶋真子          | 西野未姫、込山榛香（ともにAKB48）、松下シュート（放課後ハードビート）、きょん（ラフレクラン） |
| #10 | 小嶋真子          | 尾形貴弘（パンサー）                                                                          |
| #11 | 小嶋真子          | 平畠啓史                                                                                      |
| #12 | 小嶋真子          | 山本奈衣瑠                                                                                    |
| #13 | 小嶋真子          | 佐藤美希                                                                                      |
| #14 | 小嶋真子          | 上妻未来                                                                                      |
| #15 | 川本紗矢（AKB48） | JOY                                                                                           |
| #16 | 大森美優（AKB48） | 村上健志（フルーツポンチ）                                                                    |
| #17 | 小嶋真子          | 三瓶、廣川奈々聖（わーすた）                                                                  |
| #18 | 小嶋菜月（AKB48） | 村上純（しずる）                                                                              |
| #19 | 小嶋真子          | 平畠啓史                                                                                      |
| #20 | 小嶋真子          | 尾形貴弘（パンサー）                                                                          |
| #21 | 小嶋真子          | 石山大輔（バンビーノ）                                                                        |
| #22 | 小嶋真子          | 梶原雄太（キングコング）                                                                      |
| #23 | 小嶋真子          | 松本愛、山本奈衣瑠                                                                            |
| #24 | 小嶋真子          | 三瓶、山本奈衣瑠                                                                              |
| #25 | 村山彩希（AKB48） | 尾形貴弘（パンサー）                                                                          |
| #26 | 村山彩希（AKB48） | 福田正博、平畠啓史                                                                            |
| #27 | 磯佳奈江（NMB48） | 井本貴史（ライセンス）                                                                        |
| #28 | 小嶋真子          | JOY                                                                                           |
| #29 | 小嶋真子          | 三瓶、JOY、村上純（しずる）、宮河マヤ、山本奈衣瑠                                             |
| #30 | 小嶋真子          | 三瓶、JOY、村上純（しずる）、宮河マヤ、山本奈衣瑠                                             |
| #31 | JOY               | 松木安太郎、石山大輔（バンビーノ）                                                            |
| #32 | 村山彩希（AKB48） | 小嶋真子                                                                                      |
| #33 | 小嶋真子          | フローラン・ダバディ                                                                          |
| #34 | 小嶋真子          | 井本貴史（ライセンス）、丹羽大輝（ガンバ大阪）                                                |
| #35 | 小嶋真子          | 石山大輔（バンビーノ）、平畠啓史、福田正博                                                    |
| #36 | 小嶋真子          | 石山大輔（バンビーノ）、平畠啓史、福田正博                                                    |
| #37 | 小嶋真子          | 石山大輔（バンビーノ）、平畠啓史、福田正博                                                    |
| #38 | 小嶋真子          | 石山大輔（バンビーノ）、平畠啓史、福田正博                                                    |
| #39 | 小嶋真子          | JOY、永島昭浩、フローラン・ダバディ、松木安太郎                                               |
| #40 | 小嶋真子          | JOY、永島昭浩、フローラン・ダバディ、松木安太郎                                               |
| #41 | 小嶋真子          | JOY、永島昭浩、フローラン・ダバディ、松木安太郎                                               |
| #42 | 小嶋真子          | JOY、永島昭浩、フローラン・ダバディ、松木安太郎                                               |
| #43 | 小嶋真子          | JOY、山本奈衣瑠、平畠啓史                                                                     |
| #44 | 小嶋真子          | JOY、山本奈衣瑠、平畠啓史                                                                     |